# Miikka Toivola
Miikka Toivola (Pori, 1949. július 11. – 2017. január 26.) válogatott finn labdarúgó, középpályás, edző.

## Pályafutása
1968-ban a PTU labdarúgója volt. 1968. október 9-én a pori csapat játékosaként debütált a finn válogatottban. 1969 és 1972 között a TPS, 1973 és 1980 között a Helsingin JK labdarúgója volt. Mindkét csapattal két-két bajnoki címet szerzett. 1968 és 1980 között 62 alkalommal szerepelt a finn válogatottban és négy gólt szerzett. Két alkalommal választották meg az év labdarúgójának Finnországban (1972, 1978). 1980-ban vonult vissza az aktív labdarúgástól. 1982-ben utolsó csapata, a HJK vezetőedzője volt.

## Sikerei, díjai
- Az év finn labdarúgója (1972, 1978)

 TPS
- Finn bajnokság
  - bajnok (2): 1971, 1972

 Helsingin JK
- Finn bajnokság
  - bajnok (2): 1973, 1978